# Жасымбеков, Асылбек
Асылбек Жасымбеков (каз. Асылбек Жасымбеков; 4 марта 1934, аул Жайылма, Сарысуский район, Джамбулская область, Казахская ССР — 2011, Тараз, Жамбылская область, Казахстан) — командир воздушного судна Чимкентского объединённого авиационного отряда Казахского управления гражданской авиации министерства гражданской авиации СССР. Герой Социалистического Труда (1983).

## Биография
Родился в 1934 году в крестьянской семье в ауле Жайылма.
С 1953 года обучался в военно-авиационной школе первоначальной подготовки пилотов в Уральске, где учился пилотировать самолёты Як-2, Як-8. С 1957 года — курсант Борисоглебского военного авиационного училища. Обучался пилотированию МиГ-5. С 1958 года служил в авиационном полку в составе ПВО Москвы в г. Клину. Тренировался на самолёте Як-23, затем в течение двух лет летал на этом же самолёте в Ржеве Калининской области.
С 1960 года работал в Алма-Атинском управлении Гражданского флота. С 1969 года до выхода на пенсию пилотировал самолёты Ан-2, Ан-24, Ил-14. Обрабатывал на самолёте Ан-2 посевные площади хлопковых полей в Жамбулской области.
Награждён за свою трудовую деятельность медалью «За трудовое отличие» (1966) и орденом Ленина (1973).
Указом Президиума Верховного Совета СССР от 4 февраля 1983 года удостоен звания Героя Социалистического Труда с вручением ордена Ленина и золотой медали «Серп и Молот».
Скончался в 2011 году в Таразе.